# José María López Valencia
José María López Valencia (n. 25 de marzo de 1893) fue un militar español.

## Biografía
Nacido el 25 de marzo de 1893, era militar profesional y pertenecía al cuerpo de Estado Mayor.
Durante la Dictadura franquista desempeñó importantes puestos, como subsecretario del Ministerio del Ejército, procurador en las Cortes franquistas y consejero del Instituto Nacional de Industria. También fue comandante de las divisiones 52.ª (1951) y 72.ª (1956). Alcanzaría el rango de teniente general. En 1956 fue nombrado capitán general de Canarias.
A comienzos de 1958, en el contexto de la Guerra de Ifni se creó un mando unificado para las fuerzas militares de tierra, mar y aire de Ifni y el Sáhara, que recayó en López Valencia. En calidad de tal, tomó el mando de las operaciones militares que se desarrollaron en el Sáhara contra las guerrillas marroquíes. Pasó a la situación de reserva en 1963.
Posteriormente formaría parte del Consejo de Estado, entre 1959 y 1963.

## Condecoraciones
- Gran Cruz del Mérito Naval (1958)[7]
- Gran Cruz del Mérito Aeronáutico (1958)[8]
- Gran Cruz Roja del Mérito Militar (1958)[9]